# والیبال قهرمانی مردان جهان ۱۹۸۶
والیبال قهرمانی مردان جهان ۱۹۸۶ یازدهمین دوره از رقابت‌های قهرمانی جهان می‌باشد که از ۲۵ سپتامبر تا ۵ اکتبر ۱۹۸۶ در پاریس، فرانسه برگزار گردید.

## گروه‌بندی
| گروه A - چین - فرانسه - ایتالیا - ونزوئلا | گروه B - کوبا - تایوان - لهستان - سوئیس | گروه C - برزیل - بلغارستان - چکسلواکی - مصر | گروه D - آرژانتین - یونان - ژاپن - ایالات متحده آمریکا |

## دور یکم
|  | راه‌یافته به گروه E |
|  | راه‌یافته به گروه F |

### گروه A
|      |         |          | مسابقات | مسابقات | ست‌ها | ست‌ها | ست‌ها  | امتیازها | امتیازها | امتیازها |
| رتبه | تیم     | امتیازها | برد     | باخت    | برد  | باخت | نسبت  | برد      | باخت     | نسبت     |
| ---- | ------- | -------- | ------- | ------- | ---- | ---- | ----- | -------- | -------- | -------- |
| ۱    | فرانسه  | ۶        | ۳       | ۰       | ۹    | ۰    | MAX   | ۱۳۶      | ۵۴       | ۲٫۵۱۹    |
| ۲    | ایتالیا | ۵        | ۲       | ۱       | ۶    | ۳    | ۲٫۰۰۰ | ۱۱۸      | ۸۹       | ۱٫۳۲۶    |
| ۳    | چین     | ۴        | ۱       | ۲       | ۳    | ۶    | ۰٫۵۰۰ | ۸۳       | ۱۱۳      | ۰٫۷۳۵    |
| ۴    | ونزوئلا | ۳        | ۰       | ۳       | ۰    | ۹    | ۰٫۰۰۰ | ۵۴       | ۱۳۵      | ۰٫۴۰۰    |

| تاریخ      |         | نتیجه |         | ست ۱  | ست ۲  | ست ۳  | ست ۴ | ست ۵ | مجموع |
| ---------- | ------- | ----- | ------- | ----- | ----- | ----- | ---- | ---- | ----- |
| ۲۴ سپتامبر | فرانسه  | ۳–۰   | ونزوئلا | ۱۵−۲  | ۱۵−۴  | ۱۵−۳  |      |      | ۴۵–۹  |
| ۲۴ سپتامبر | ایتالیا | ۳–۰   | چین     | ۱۵−۱  | ۱۵−۱۰ | ۱۵−۱۰ |      |      | ۴۵–۲۱ |
| ۲۵ سپتامبر | ایتالیا | ۳–۰   | ونزوئلا | ۱۵−۱۰ | ۱۵−۲  | ۱۵−۱۰ |      |      | ۴۵–۲۲ |
| ۲۵ سپتامبر | فرانسه  | ۳–۰   | چین     | ۱۵−۶  | ۱۵−۶  | ۱۵−۵  |      |      | ۴۵–۱۷ |
| ۲۶ سپتامبر | چین     | ۳–۰   | ونزوئلا | ۱۵−۴  | ۱۵−۱۲ | ۱۵−۷  |      |      | ۴۵–۲۳ |
| ۲۶ سپتامبر | فرانسه  | ۳–۰   | ایتالیا | ۱۶−۱۴ | ۱۵−۷  | ۱۵−۷  |      |      | ۴۶–۲۸ |

### گروه B
|      |                    |          | مسابقات | مسابقات | ست‌ها | ست‌ها | ست‌ها  | امتیازها | امتیازها | امتیازها |
| رتبه | تیم                | امتیازها | برد     | باخت    | برد  | باخت | نسبت  | برد      | باخت     | نسبت     |
| ---- | ------------------ | -------- | ------- | ------- | ---- | ---- | ----- | -------- | -------- | -------- |
| ۱    | اتحاد جماهیر شوروی | ۶        | ۳       | ۰       | ۹    | ۱    | ۹٫۰۰۰ | ۱۴۴      | ۶۸       | ۲٫۱۱۸    |
| ۲    | کوبا               | ۵        | ۲       | ۱       | ۷    | ۴    | ۱٫۷۵۰ | ۱۴۶      | ۱۱۱      | ۱٫۳۱۵    |
| ۳    | لهستان             | ۴        | ۱       | ۲       | ۴    | ۶    | ۰٫۶۶۷ | ۹۷       | ۱۲۹      | ۰٫۷۵۲    |
| ۴    | تایوان             | ۳        | ۰       | ۳       | ۰    | ۹    | ۰٫۰۰۰ | ۵۶       | ۱۳۵      | ۰٫۴۱۵    |

| تاریخ      |                    | نتیجه |        | ست ۱  | ست ۲  | ست ۳  | ست ۴ | ست ۵ | مجموع |
| ---------- | ------------------ | ----- | ------ | ----- | ----- | ----- | ---- | ---- | ----- |
| ۲۴ سپتامبر | اتحاد جماهیر شوروی | ۳–۰   | تایوان | ۱۵−۲  | ۱۵−۴  | ۱۵−۶  |      |      | ۴۵–۱۲ |
| ۲۴ سپتامبر | کوبا               | ۳–۱   | لهستان | ۱۵−۵  | ۱۷−۱۵ | ۱۱−۱۵ | ۱۵−۴ |      | ۵۸–۳۹ |
| ۲۵ سپتامبر | کوبا               | ۳–۰   | تایوان | ۱۵−۷  | ۱۵−۲  | ۱۵−۹  |      |      | ۴۵–۱۸ |
| ۲۵ سپتامبر | اتحاد جماهیر شوروی | ۳–۰   | لهستان | ۱۵−۷  | ۱۵−۲  | ۱۵−۴  |      |      | ۴۵–۱۳ |
| ۲۶ سپتامبر | لهستان             | ۳–۰   | تایوان | ۱۵−۱۱ | ۱۵−۴  | ۱۵−۱۱ |      |      | ۴۵–۲۶ |
| ۲۶ سپتامبر | اتحاد جماهیر شوروی | ۳–۱   | کوبا   | ۱۵−۷  | ۱۵−۱۲ | ۹−۱۵  | ۱۵−۹ |      | ۵۴–۴۳ |

### گروه C
|      |           |          | مسابقات | مسابقات | ست‌ها | ست‌ها | ست‌ها  | امتیازها | امتیازها | امتیازها |
| رتبه | تیم       | امتیازها | برد     | باخت    | برد  | باخت | نسبت  | برد      | باخت     | نسبت     |
| ---- | --------- | -------- | ------- | ------- | ---- | ---- | ----- | -------- | -------- | -------- |
| ۱    | برزیل     | ۶        | ۳       | ۰       | ۹    | ۱    | ۹٫۰۰۰ | ۱۴۸      | ۸۷       | ۱٫۷۰۱    |
| ۲    | بلغارستان | ۵        | ۲       | ۱       | ۷    | ۳    | ۲٫۳۳۳ | ۱۳۱      | ۱۱۶      | ۱٫۱۲۹    |
| ۳    | چکسلواکی  | ۴        | ۱       | ۲       | ۳    | ۶    | ۰٫۵۰۰ | ۱۱۲      | ۱۱۵      | ۰٫۹۷۴    |
| ۴    | مصر       | ۳        | ۰       | ۳       | ۰    | ۹    | ۰٫۰۰۰ | ۶۲       | ۱۳۵      | ۰٫۴۵۹    |

| تاریخ      |           | نتیجه |           | ست ۱  | ست ۲  | ست ۳  | ست ۴ | ست ۵ | مجموع |
| ---------- | --------- | ----- | --------- | ----- | ----- | ----- | ---- | ---- | ----- |
| ۲۴ سپتامبر | برزیل     | ۳–۰   | مصر       | ۱۵−۶  | ۱۵−۸  | ۱۵−۳  |      |      | ۴۵–۱۷ |
| ۲۴ سپتامبر | بلغارستان | ۳–۰   | چکسلواکی  | ۱۵−۱۲ | ۱۷−۱۵ | ۱۵−۱۱ |      |      | ۴۷–۳۶ |
| ۲۵ سپتامبر | چکسلواکی  | ۳–۰   | مصر       | ۱۵−۵  | ۱۵−۱۰ | ۱۵−۷  |      |      | ۴۵–۲۲ |
| ۲۵ سپتامبر | برزیل     | ۳–۱   | بلغارستان | ۱۶−۱۴ | ۱۱−۱۵ | ۱۵−۶  | ۱۵−۴ |      | ۵۷–۳۹ |
| ۲۶ سپتامبر | بلغارستان | ۳–۰   | مصر       | ۱۵−۵  | ۱۵−۱۱ | ۱۵−۷  |      |      | ۴۵–۲۳ |
| ۲۶ سپتامبر | برزیل     | ۳–۰   | چکسلواکی  | ۱۵−۱۲ | ۱۶−۱۴ | ۱۵−۵  |      |      | ۴۶–۳۱ |

### گروه D
|      |                     |          | مسابقات | مسابقات | ست‌ها | ست‌ها | ست‌ها  | امتیازها | امتیازها | امتیازها |
| رتبه | تیم                 | امتیازها | برد     | باخت    | برد  | باخت | نسبت  | برد      | باخت     | نسبت     |
| ---- | ------------------- | -------- | ------- | ------- | ---- | ---- | ----- | -------- | -------- | -------- |
| ۱    | ایالات متحده آمریکا | ۶        | ۳       | ۰       | ۹    | ۱    | ۹٫۰۰۰ | ۱۴۶      | ۸۸       | ۱٫۶۵۹    |
| ۲    | آرژانتین            | ۵        | ۲       | ۱       | ۶    | ۳    | ۲٫۰۰۰ | ۱۱۷      | ۸۵       | ۱٫۳۷۶    |
| ۳    | ژاپن                | ۴        | ۱       | ۲       | ۴    | ۶    | ۰٫۶۶۷ | ۱۱۴      | ۱۱۸      | ۰٫۹۶۶    |
| ۴    | یونان               | ۳        | ۰       | ۳       | ۰    | ۹    | ۰٫۰۰۰ | ۴۹       | ۱۳۵      | ۰٫۳۶۳    |

| تاریخ      |                     | نتیجه |          | ست ۱  | ست ۲  | ست ۳  | ست ۴ | ست ۵ | مجموع |
| ---------- | ------------------- | ----- | -------- | ----- | ----- | ----- | ---- | ---- | ----- |
| ۲۴ سپتامبر | آرژانتین            | ۳–۰   | یونان    | ۱۵−۶  | ۱۵−۳  | ۱۵−۶  |      |      | ۴۵–۱۵ |
| ۲۴ سپتامبر | ایالات متحده آمریکا | ۳–۱   | ژاپن     | ۹−۱۵  | ۱۵−۸  | ۱۷−۱۵ | ۱۵−۶ |      | ۵۶–۴۴ |
| ۲۵ سپتامبر | آرژانتین            | ۳–۰   | ژاپن     | ۱۵−۸  | ۱۵−۱۳ | ۱۵−۴  |      |      | ۴۵–۲۵ |
| ۲۵ سپتامبر | ایالات متحده آمریکا | ۳–۰   | یونان    | ۱۵−۶  | ۱۵−۷  | ۱۵−۴  |      |      | ۴۵–۱۷ |
| ۲۶ سپتامبر | ژاپن                | ۳–۰   | یونان    | ۱۵−۸  | ۱۵−۳  | ۱۵−۶  |      |      | ۴۵–۱۷ |
| ۲۶ سپتامبر | ایالات متحده آمریکا | ۳–۰   | آرژانتین | ۱۵−۱۰ | ۱۵−۷  | ۱۵−۱۰ |      |      | ۴۵–۲۷ |

## دور دوم
|  | راه‌یافته به چهار تیم نهایی         |
|  | راه‌یافته به رده‌بندی پنجم تا هشتم   |
|  | راه‌یافته به رده‌بندی نهم تا دوازدهم |

### گروه E
|      |           |          | مسابقات | مسابقات | ست‌ها | ست‌ها | ست‌ها  | امتیازها | امتیازها | امتیازها |
| رتبه | تیم       | امتیازها | برد     | باخت    | برد  | باخت | نسبت  | برد      | باخت     | نسبت     |
| ---- | --------- | -------- | ------- | ------- | ---- | ---- | ----- | -------- | -------- | -------- |
| ۱    | برزیل     | ۱۰       | ۵       | ۰       | ۱۵   | ۳    | ۵٫۰۰۰ | ۲۶۱      | ۱۸۳      | ۱٫۴۲۶    |
| ۲    | بلغارستان | ۹        | ۴       | ۱       | ۱۳   | ۴    | ۳٫۲۵۰ | ۲۳۲      | ۱۸۶      | ۱٫۲۴۷    |
| ۳    | فرانسه    | ۸        | ۳       | ۲       | ۱۱   | ۶    | ۱٫۸۳۳ | ۲۳۳      | ۱۸۶      | ۱٫۲۵۳    |
| ۴    | چکسلواکی  | ۷        | ۲       | ۳       | ۶    | ۹    | ۰٫۶۶۷ | ۱۸۸      | ۱۹۲      | ۰٫۹۷۹    |
| ۵    | ایتالیا   | ۶        | ۱       | ۴       | ۳    | ۱۲   | ۰٫۲۵۰ | ۱۴۸      | ۲۰۲      | ۰٫۷۳۳    |
| ۶    | چین       | ۵        | ۰       | ۵       | ۱    | ۱۵   | ۰٫۰۶۷ | ۱۲۶      | ۲۳۹      | ۰٫۵۲۷    |

| تاریخ      |           | نتیجه |          | ست ۱  | ست ۲  | ست ۳  | ست ۴ | ست ۵ | مجموع |
| ---------- | --------- | ----- | -------- | ----- | ----- | ----- | ---- | ---- | ----- |
| ۲۹ سپتامبر | برزیل     | ۳–۱   | چین      | ۱۲−۱۵ | ۱۵−۶  | ۱۵−۷  | ۱۵−۴ |      | ۵۷–۳۲ |
| ۲۹ سپتامبر | بلغارستان | ۳–۰   | ایتالیا  | ۱۵−۴  | ۱۵−۱۰ | ۱۵−۱۲ |      |      | ۴۵–۲۶ |
| ۲۹ سپتامبر | فرانسه    | ۳–۰   | چکسلواکی | ۱۵−۱۰ | ۱۵−۱۳ | ۱۵−۶  |      |      | ۴۵–۲۹ |
| ۳۰ سپتامبر | چکسلواکی  | ۳–۰   | چین      | ۱۵−۹  | ۱۵−۱۰ | ۱۷−۱۵ |      |      | ۴۷–۳۴ |
| ۳۰ سپتامبر | برزیل     | ۳–۰   | ایتالیا  | ۱۵−۶  | ۱۵−۱۳ | ۱۵−۱۰ |      |      | ۴۵–۲۹ |
| ۳۰ سپتامبر | بلغارستان | ۳–۱   | فرانسه   | ۱۵−۹  | ۱۱−۱۵ | ۱۵−۱۲ | ۱۵−۹ |      | ۵۶–۴۵ |
| ۱ اکتبر    | چکسلواکی  | ۳–۰   | ایتالیا  | ۱۵−۸  | ۱۵−۸  | ۱۵−۴  |      |      | ۴۵–۲۰ |
| ۱ اکتبر    | بلغارستان | ۳–۰   | چین      | ۱۵−۸  | ۱۵−۳  | ۱۵−۱۱ |      |      | ۴۵–۲۲ |
| ۱ اکتبر    | برزیل     | ۳–۱   | فرانسه   | ۱۵−۱۳ | ۶−۱۵  | ۲۰−۱۸ | ۱۵−۶ |      | ۵۶–۵۲ |

### گروه F
|      |                     |          | مسابقات | مسابقات | ست‌ها | ست‌ها | ست‌ها  | امتیازها | امتیازها | امتیازها |
| رتبه | تیم                 | امتیازها | برد     | باخت    | برد  | باخت | نسبت  | برد      | باخت     | نسبت     |
| ---- | ------------------- | -------- | ------- | ------- | ---- | ---- | ----- | -------- | -------- | -------- |
| ۱    | اتحاد جماهیر شوروی  | ۱۰       | ۵       | ۰       | ۱۵   | ۲    | ۷٫۵۰۰ | ۲۴۴      | ۱۶۱      | ۱٫۵۱۶    |
| ۲    | ایالات متحده آمریکا | ۹        | ۴       | ۱       | ۱۳   | ۵    | ۲٫۶۰۰ | ۲۵۳      | ۱۹۸      | ۱٫۲۷۸    |
| ۳    | کوبا                | ۸        | ۳       | ۲       | ۱۱   | ۱۰   | ۱٫۱۰۰ | ۲۶۵      | ۲۶۹      | ۰٫۹۸۵    |
| ۴    | آرژانتین            | ۷        | ۲       | ۳       | ۸    | ۱۱   | ۰٫۷۲۷ | ۲۲۴      | ۲۳۱      | ۰٫۹۷۰    |
| ۵    | لهستان              | ۶        | ۱       | ۴       | ۶    | ۱۲   | ۰٫۵۰۰ | ۱۸۲      | ۲۲۸      | ۰٫۷۹۸    |
| ۶    | ژاپن                | ۵        | ۰       | ۵       | ۲    | ۱۵   | ۰٫۱۳۳ | ۱۷۱      | ۲۵۲      | ۰٫۶۷۹    |

| تاریخ      |                     | نتیجه |                     | ست ۱  | ست ۲  | ست ۳  | ست ۴  | ست ۵  | مجموع |
| ---------- | ------------------- | ----- | ------------------- | ----- | ----- | ----- | ----- | ----- | ----- |
| ۲۹ سپتامبر | اتحاد جماهیر شوروی  | ۳–۰   | ژاپن                | ۱۶−۱۴ | ۱۵−۵  | ۱۵−۱۰ |       |       | ۴۶–۲۹ |
| ۲۹ سپتامبر | ایالات متحده آمریکا | ۳–۰   | لهستان              | ۱۵−۱۲ | ۱۵−۱۳ | ۱۵−۱۱ |       |       | ۴۵–۳۶ |
| ۲۹ سپتامبر | کوبا                | ۳–۲   | آرژانتین            | ۱۵−۱۷ | ۱۵−۴  | ۱۵−۱۲ | ۷−۱۵  | ۱۵−۱۳ | ۶۷−۶۱ |
| ۳۰ سپتامبر | لهستان              | ۳–۰   | ژاپن                | ۱۵−۷  | ۱۵−۱۰ | ۱۵−۲  |       |       | ۴۵–۱۹ |
| ۳۰ سپتامبر | ایالات متحده آمریکا | ۳–۱   | کوبا                | ۱۵−۷  | ۱۶−۱۸ | ۱۵−۵  | ۱۵−۷  |       | ۶۱–۳۷ |
| ۳۰ سپتامبر | اتحاد جماهیر شوروی  | ۳–۰   | آرژانتین            | ۱۵−۱۱ | ۱۵−۱۰ | ۱۵−۹  |       |       | ۴۵–۳۰ |
| ۱ اکتبر    | آرژانتین            | ۳–۲   | لهستان              | ۱۵−۷  | ۱۰−۱۵ | ۶−۱۵  | ۱۵−۴  | ۱۵−۸  | ۶۱−۴۹ |
| ۱ اکتبر    | کوبا                | ۳–۱   | ژاپن                | ۱۱−۱۵ | ۱۵−۱۲ | ۱۵−۱۰ | ۱۹−۱۷ |       | ۶۰–۵۴ |
| ۱ اکتبر    | اتحاد جماهیر شوروی  | ۳–۱   | ایالات متحده آمریکا | ۱۵−۱۰ | ۱۵−۹  | ۹−۱۵  | ۱۵−۱۲ |       | ۵۴–۴۶ |

### رده‌بندی سیزدهم تا شانزدهم
|      |         |          | مسابقات | مسابقات | ست‌ها | ست‌ها | ست‌ها  | امتیازها | امتیازها | امتیازها |
| رتبه | تیم     | امتیازها | برد     | باخت    | برد  | باخت | نسبت  | برد      | باخت     | نسبت     |
| ---- | ------- | -------- | ------- | ------- | ---- | ---- | ----- | -------- | -------- | -------- |
| ۱    | یونان   | ۶        | ۳       | ۰       | ۹    | ۲    | ۴٫۵۰۰ | ۱۵۹      | ۱۲۱      | ۱٫۳۱۴    |
| ۲    | مصر     | ۴        | ۱       | ۲       | ۷    | ۷    | ۱٫۰۰۰ | ۱۸۲      | ۱۷۴      | ۱٫۰۴۶    |
| ۳    | تایوان  | ۴        | ۱       | ۲       | ۴    | ۷    | ۰٫۵۷۱ | ۱۲۸      | ۱۳۴      | ۰٫۹۵۵    |
| ۴    | ونزوئلا | ۴        | ۱       | ۲       | ۴    | ۸    | ۰٫۵۰۰ | ۱۲۶      | ۱۶۶      | ۰٫۷۵۹    |

| تاریخ      |         | نتیجه |         | ست ۱  | ست ۲  | ست ۳  | ست ۴  | ست ۵  | مجموع |
| ---------- | ------- | ----- | ------- | ----- | ----- | ----- | ----- | ----- | ----- |
| ۲۹ سپتامبر | یونان   | ۳–۰   | تایوان  | ۱۵−۱۰ | ۱۵−۱۱ | ۱۵−۱۲ |       |       | ۴۵–۳۳ |
| ۲۹ سپتامبر | ونزوئلا | ۳–۲   | مصر     | ۱۵−۱۱ | ۶−۱۵  | ۱۵−۱۱ | ۱۷−۱۹ | ۱۵−۷  | ۶۸−۶۳ |
| ۳۰ سپتامبر | تایوان  | ۳–۱   | ونزوئلا | ۱۵−۵  | ۱۲−۱۵ | ۱۵−۱۰ | ۱۵−۳  |       | ۵۷–۳۳ |
| ۳۰ سپتامبر | یونان   | ۳–۲   | مصر     | ۱۱−۱۵ | ۱۵−۸  | ۱۲−۱۵ | ۱۵−۱۳ | ۱۵−۱۲ | ۶۸−۶۳ |
| ۱ اکتبر    | مصر     | ۳–۱   | تایوان  | ۹−۱۵  | ۱۷−۱۵ | ۱۵−۶  | ۱۵−۲  |       | ۵۶–۳۸ |
| ۱ اکتبر    | یونان   | ۳–۰   | ونزوئلا | ۱۵−۳  | ۱۵−۸  | ۱۶−۱۴ |       |       | ۴۶–۲۵ |

## دور نهایی

### رده‌بندی نهم تا دوازدهم
|  | مکان نهم تا دوازدهم | مکان نهم تا دوازدهم |   |                 | مکان نهم        | مکان نهم |  |
|  |                     |                     |   |                 |                 |          |  |
|  | ۳ اکتبر – پاریس     |                     |   |                 |                 |          |  |
|  | لهستان              | ۳                   |   |                 |                 |          |  |
|  | چین                 | ۰                   |   |                 |                 |          |  |
|  |                     |                     |   |                 |                 |          |  |
|  |                     |                     |   |                 | ۵ اکتبر – پاریس |          |  |
|  |                     |                     |   |                 | لهستان          | ۳        |  |
|  |                     | ژاپن                | ۰ |                 |                 |          |  |
|  |                     |                     |   |                 |                 |          |  |
|  |                     |                     |   |                 |                 |          |  |
|  |                     |                     |   |                 | مکان یازدهم     |          |  |
|  | ۳ اکتبر – پاریس     | ۳ اکتبر – پاریس     |   | ۵ اکتبر – پاریس | ۵ اکتبر – پاریس |          |  |
|  | ژاپن                | ۳                   |   | چین             | ۰               |          |  |
|  | ایتالیا             | ۲                   |   |                 | ایتالیا         | ۳        |  |

### رده‌بندی پنجم تا هشتم
|  | مکان پنجم تا هشتم | مکان پنجم تا هشتم |   |                 | مکان پنجم       | مکان پنجم |  |
|  |                   |                   |   |                 |                 |           |  |
|  | ۳ اکتبر – پاریس   |                   |   |                 |                 |           |  |
|  | کوبا              | ۳                 |   |                 |                 |           |  |
|  | چکسلواکی          | ۱                 |   |                 |                 |           |  |
|  |                   |                   |   |                 |                 |           |  |
|  |                   |                   |   |                 | ۵ اکتبر – پاریس |           |  |
|  |                   |                   |   |                 | کوبا            | ۳         |  |
|  |                   | فرانسه            | ۱ |                 |                 |           |  |
|  |                   |                   |   |                 |                 |           |  |
|  |                   |                   |   |                 |                 |           |  |
|  |                   |                   |   |                 | مکان هفتم       |           |  |
|  | ۳ اکتبر – پاریس   | ۳ اکتبر – پاریس   |   | ۵ اکتبر – پاریس | ۵ اکتبر – پاریس |           |  |
|  | فرانسه            | ۳                 |   | چکسلواکی        | ۰               |           |  |
|  | آرژانتین          | ۱                 |   |                 | آرژانتین        | ۳         |  |

### چهار تیم نهایی
|  | نیمه‌نهایی‌ها         | نیمه‌نهایی‌ها         |   |                 | نهایی              | نهایی |  |
|  |                     |                     |   |                 |                    |       |  |
|  | ۳ اکتبر – پاریس     |                     |   |                 |                    |       |  |
|  | اتحاد جماهیر شوروی  | ۳                   |   |                 |                    |       |  |
|  | بلغارستان           | ۰                   |   |                 |                    |       |  |
|  |                     |                     |   |                 |                    |       |  |
|  |                     |                     |   |                 | ۵ اکتبر – پاریس    |       |  |
|  |                     |                     |   |                 | اتحاد جماهیر شوروی | ۱     |  |
|  |                     | ایالات متحده آمریکا | ۳ |                 |                    |       |  |
|  |                     |                     |   |                 |                    |       |  |
|  |                     |                     |   |                 |                    |       |  |
|  |                     |                     |   |                 | مکان سوم           |       |  |
|  | ۳ اکتبر – پاریس     | ۳ اکتبر – پاریس     |   | ۵ اکتبر – پاریس | ۵ اکتبر – پاریس    |       |  |
|  | ایالات متحده آمریکا | ۳                   |   | بلغارستان       | ۳                  |       |  |
|  | برزیل               | ۰                   |   |                 | برزیل              | ۰     |  |

## رده‌بندی نهایی
| جایگاه | تیم                 |
| ------ | ------------------- |
| ۱.     | ایالات متحده آمریکا |
| ۲.     | اتحاد جماهیر شوروی  |
| ۳.     | بلغارستان           |
| ۴.     | برزیل               |
| ۵.     | کوبا                |
| ۶.     | فرانسه              |
| ۷.     | آرژانتین            |
| ۸.     | چکسلواکی            |
| ۹.     | لهستان              |
| ۱۰.    | ژاپن                |
| ۱۱.    | ایتالیا             |
| ۱۲.    | چین                 |
| ۱۳.    | یونان               |
| ۱۴.    | مصر                 |
| ۱۵.    | تایوان              |
| ۱۶.    | ونزوئلا             |

| قهرمان جهان ۱۹۸۶                     |
| ------------------------------------ |
| · ایالات متحده آمریکا · نخستین عنوان |

| داستی دووژاک، دیو ساندرز، استیون سالمونز، باب ستورتلیک، داگلاس پارتی، استیو تیمونس، کریگ باک، جف استورک، اریک ساتو، پاتریک پاورز، کارچ کیرالی. سرمربی: مارو دانفی |

## جوایز
- باارزش‌ترین بازیکن:
  -  فیلیپ بلان (FRA)